# 海八路
海八路位于中国佛山市南海区城区北部，是一条呈东西走向的主干道， 113省道的一部分，佛山市东部出入口之一。其西起南海区谢边村，经谢叠大桥，上跨 桂和公路、佛山水道五丫口大桥接广州市荔湾区的龙溪大道，以桂江立交桥为界划分为海八东路和海八西路。该道路为当地连接广州、佛山等地的重要干道。

## 历史
海八路的建设始于1990年代。1991年3月，海八西路开工，1995年12月建成；1994年3月，海八东路亦动工兴建，至1996年5月全线竣工通车。
2007年6月，海八路的桂江口立交至五丫口大桥之间约2.5公里的路段接受了大规模改造，将原有的双向六车道拓宽至了双向十车道，在部分路段设置了双向的四车道辅道，并将该道路打造成为了景观大道。整个项目耗资共1.8亿元。2011年完工的快速化改造，使得海八路成为“广佛牵手路”中唯一的快速路。而在同年年底完工的海八路金融隧道，全长2.08公里，是佛山市最长、最宽的隧道，亦是当时中国境内最宽的地下隧道构建物。

## 与之交汇道路

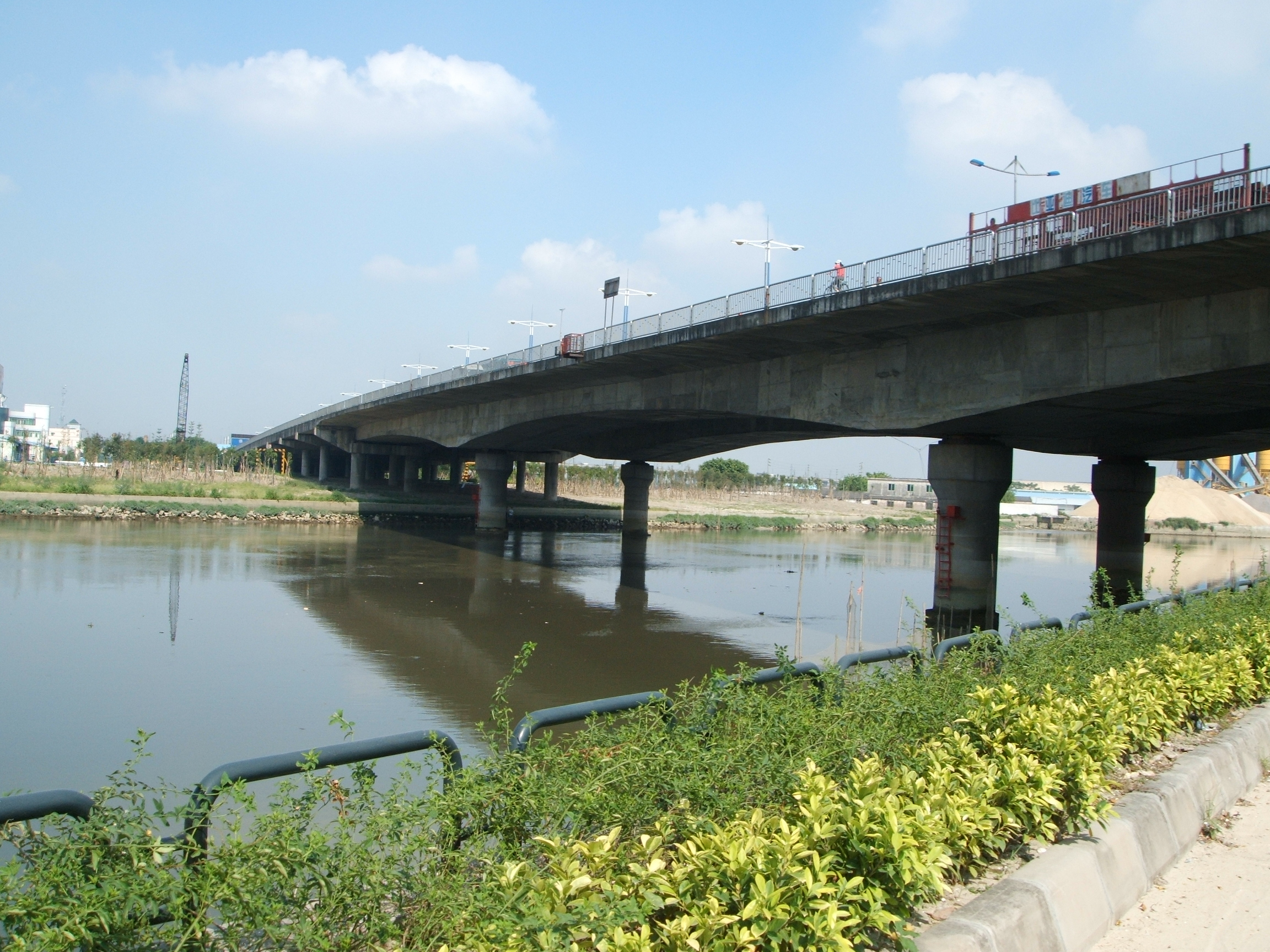
海八路最东侧五丫口大桥

- 顺序由西往东排列
- 佛山大道、 桂丹路、 广佛高速公路谢边站
- 汾江北路
- 文华北路
- 南一路
- 南海大道、 桂和公路
- 灯湖西路
- 灯湖东路
- 锦园路
- 桂澜路
- 华翠北路
- 佛江高速公路海八路站
- 五丫口大桥、龙溪大道

## 公共交通
- 广佛地铁金融高新区站

均在鄰近海八路位置設有出口。